# Ghetto de Sambor
Le Ghetto de Sambor (polonais : getto w Samborze, ukrainien : Самбірське гетто, hébreu : גטו סמבור) est un ghetto juif polonais créé en mars 1942 par les SS à Sambir, dans le district de Galicie du Gouvernement général de Pologne (dans l'ouest de l'Ukraine actuelle) et dont la liquidation a eu lieu le 8 juin 1943. Plus de 10 000 Juifs périssent dans ce ghetto, assassinés pendant la Shoah.

## Contexte historique

### Situation avant le début de la seconde guerre mondiale
Lorsque la Deuxième République polonaise est formée en 1918, Sambor et Stary Sambor deviennent des sièges de gminas séparés. Selon le recensement polonais de 1931, les Juifs constituaient près de 29% des habitants de la ville. En 1932, les comtés sont réunis en une seule zone administrative. La population juive y grandit puisque sont créés de nouvelles écoles, dont un gymnase juif et une école primaire et secondaire pour les filles (Bais Yaakov), de nouvelles usines industrielles, des syndicats, des organisations de secours juives et plusieurs partis sionistes tels que World Agudath Israël. Les juifs travaillent dans le commerce, l'artisanat, la charcuterie, l'agriculture. Les institutions culturelles juives comprennent une grande bibliothèque et un club de sport.

### Invasions
Du 8 au 11 septembre 1939, Sambor est envahie par la 1re division de montagne de la Wehrmacht lors de la bataille polonaise de Lwów. Sambor est transférée à l'Union soviétique conformément au traité frontalier germano-soviétique signé le 28 septembre 1939.

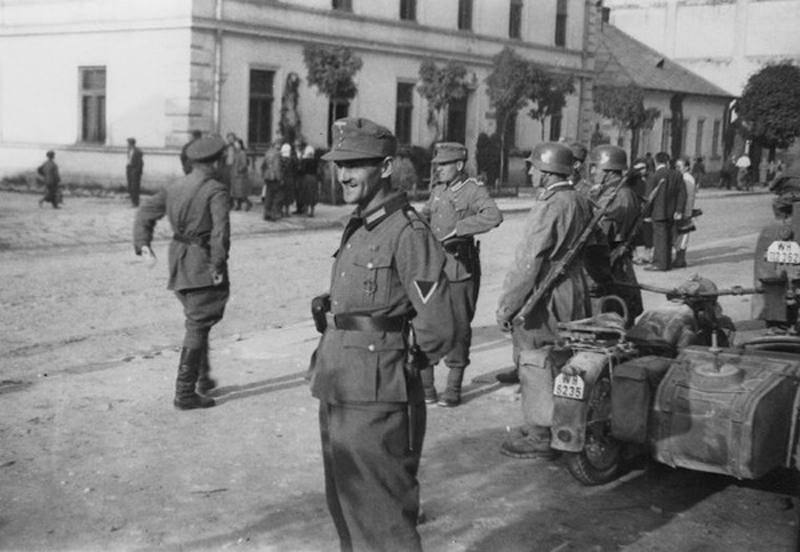
Soldats allemands et soviétiques à Sambor après l'invasion de la Pologne en 1939.

Après la prise de contrôle soviétique, les Juifs polonais aisés sont arrêtés par le NKVD et déportés en Sibérie avec l'intelligentsia polonaise. Certains juifs pro-soviétiques reçoivent des emplois gouvernementaux. L'économie est nationalisée ; des centaines de citoyens sont exécutés à l'abri des regards par la police secrète en tant qu'ennemis du peuple. La ville de Sambor est incorporée l'oblast de Drohobych le 4 décembre 1939.
L'Allemagne envahit l'Union soviétique lors de l'opération Barbarossa le 22 juin 1941. Lors de l'évacuation précipitée de la prison politique de Sambor, le NKVD abat 600 prisonniers ; dont 80 furent laissés sans sépulture par manque de temps. Sambor fut reprise par la Wehrmacht le 29 juin et devient alors l'une des douze unités administratives du district de Galice, le cinquième district du gouvernement général avec pour capitale Lemberg.
Parallèlement aux troupes allemandes arrivent les forces opérationnelles ukrainiennes (pokhidny hrupy ) endoctrinées dans les bases d'entraînement allemandes du gouvernement général. Les partisans de l'Organisation des nationalistes ukrainiens (OUN)  (y compris Anwärters) mobilisent des militants ukrainiens dans une trentaine de sites y compris à Sambor ; et conformément à la théorie nazie du judéo-bolchevisme lancent des pogroms de représailles contre les Juifs polonais. Le plus meurtrier d'entre eux, supervisé par le SS-Brigadeführer Otto Rasch, a lieu à Lwów à partir du 30 juin 1941. Le 1er juillet 1941, les nationalistes ukrainiens tuent environ 50 à 100 juifs polonais à Sambor ,, tandis que des pogroms similaires touchent d'autres capitales provinciales polonaises jusqu'à Tarnopol, Stanisławów et Łuck.

## Dans le ghetto
Les autorités allemandes forcent tous les Juifs adultes à porter l'insigne jaune. En juillet 1941, un Judenrat fut formé à Sambor sur ordre allemand, avec le Dr Shimshon (Samson) Schneidscher comme président. Dans les mois qui suivent, les Juifs venant de tout le comté sont déportés vers le ghetto de Sambor qui est alors un ghetto ouvert. Le 17 juillet, Heinrich Himmler décréte la formation du Schutzmannschaften parmi les Ukrainiens locaux en raison de bonnes relations avec le Hilfsverwaltung ukrainien local. Au 7 août 1941, dans la plupart des régions conquises par la Wehrmacht, les unités de la milice du peuple ukrainien participent déjà à une série d'actions dites « d'auto-purification » , suivies de près par les massacres perpétrées par l'Einsatzgruppe C. La milice OUN-B dirige un pogrom d'une journée à Stary Sambor. Trente-deux Juifs éminents sont traînés par les nationalistes au cimetière et matraqués. Des témoins oculaires survivants, Mme Levitski et M. Eidman, signalent des cas de mutilation et de décapitation des victimes. Par la suite, une police du ghetto juif fut mise en place, dirigée par Hermann Stahl. Les Juifs reçoivent l'ordre de remettre leurs fourrures, leurs radios, leur argent et leur or.

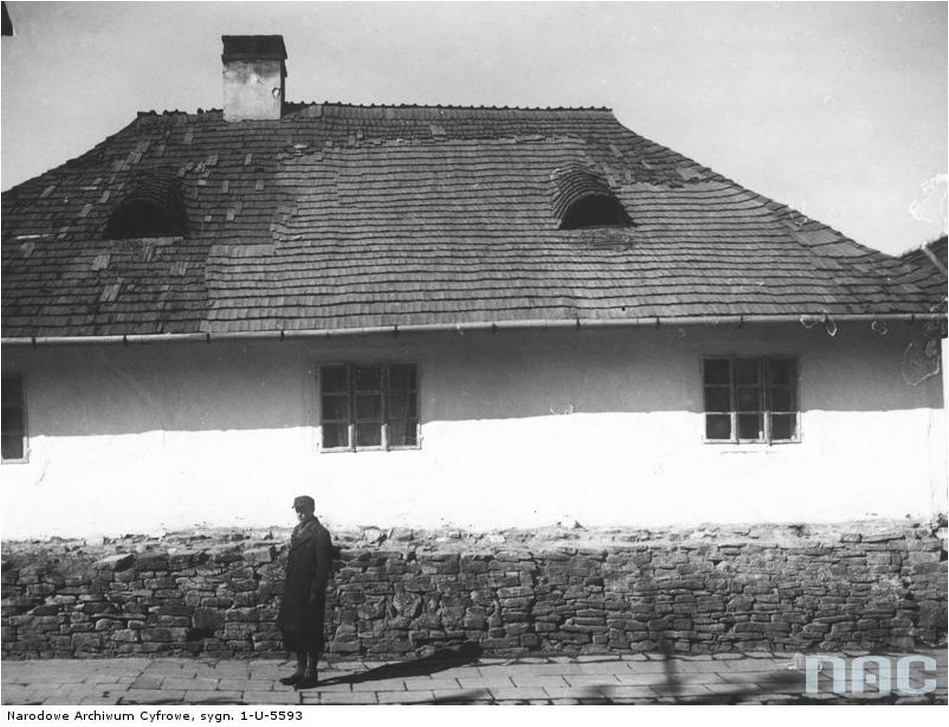
Rue Tkacka à Sambor avant la Shoah en Pologne, c. 1939

Parmi les personnes piégées dans le ghetto de Sambor se trouvent des milliers de réfugiés qui y sont arrivés pour tenter d'échapper à l'occupation allemande de l'ouest de la Pologne, et éventuellement traverser la frontière avec la Roumanie  et la Hongrie. Le ghetto se situe dans quartier Blich de Sambor et fut scellé de l'extérieur le 12 janvier 1942, en faisant un ghetto fermé. Les juifs de différentes parties de la ville ainsi que des habitants des communautés voisines  dont Stary Sambor, sont transférés dans le Ghetto en mars 1942. Un couvre-feu, avec tirs à vue, y est imposé.

## La déportation
En juillet 1942, le premier camp d'extermination de l'opération Reinhard construit par les SS à Belzec (à un peu plus de 100 kilomètres) commence sa deuxième phase d'extermination, avec de nouvelles chambres à gaz construites en briques. Les juifs de Sambor sont rassemblés par étapes. Une opération terroriste est menée dans le ghetto les 2 et 4 août 1942 avant la première phase d'expulsion. Les transports ferroviaires de « réinstallation » (trains de l'Holocauste) vers Belzec quittent Sambor du 4 au 6 août 1942 sous haute surveillance, avec 6 000 hommes, femmes et enfants entassés sans nourriture ni eau. Environ 600 Juifs sont envoyés au camp de concentration de Janowska situé a proximité. Un deuxième convoi de 3 000 à 4 000 Juifs part les 17 et 18 et le 22 octobre 1942,. Le 17 novembre 1942, le ghetto, déjà dépeuplé, accueille les expulsés de Turka et d'Ilnik. Certains Juifs s'enfuient dans la forêt. La ville de Turka est déclarée Judenfrei le 1er décembre 1942. Indépendamment des déportations, des fusillades massives de Juifs sont également menées,. En janvier 1943, les Allemands et la police auxiliaire ukrainienne rassemblent 1 500 juifs jugés « indigne de la vie » (en Allemand : « Lebensunwertes Leben »). Ils sont transportés par camion dans les bois près de Radlowicz (Radłowicze, Radlovitze; maintenant Ralivka (en)) et abattus un par un. Parmi ceux qui vivent encore dans le ghetto, la mort par la famine et le typhus fait des ravages.
Après un long hiver, les opérations reprennent en mars ou avril 1943 dans le ghetto. La Gestapo utilise des unités de la Wehrmacht transitant par Sambor pour rassembler les Juifs restants. Toutes les maisons, les caves et même les cheminées sont fouillées. Les 1500 captifs furent divisés en groupes de 100 chacun  puis sont escortés au cimetière où des hommes juifs sont forcés de creuser des charniers. En juin, l'adjoint du président du Judenrat, le Dr Zausner, fait un discours encourageant car le bureau de la Gestapo à Drohobicz accepte de sauver un groupe de travailleurs juifs en échange d'une énorme rançon. Néanmoins, dans la nuit du 8 juin 1943, les Hilfspolizei ukrainiens mettent le feu aux maisons du ghetto. Le matin, tous les travailleurs juifs sont escortés en prison puis  transportés par camion vers les champs de mise à mort de Radłowicze. Le ghetto n'existe plus ; la ville est déclarée « Judenrein ».
L'Armée rouge soviétique libère Sambor vers le 7 août 1944, soit un an après la liquidation du ghetto, au milieu de violents combats avec les forces allemandes en retraite.

## Tentatives de sauvetage
Quelques juifs réussissent à creuser un tunnel menant à un égout hors du ghetto et s’échappent pour retrouver des partisans dans la forêt. Un certain nombre d'habitants locaux aident les évadés. Parmi les Justes parmi les nations qui ont aidé les Juifs du ghetto de Sambor, se trouvent la famille Plewa,,; Celina Kędzierska, la famille Bońkowski  et la famille Oczyński.
En 1943, la police nazie exécute au moins 27 personnes à Sambor pour avoir tenté de cacher des Juifs. Au total, environ 160 Juifs survivent, la plupart en se cachant avec des Polonais et des Ukrainiens dans la ville ou la campagne environnante.

## Après la guerre
Plusieurs membres de l'administration civile allemande et de l'appareil de sécurité de la ville furent condamnés à des peines de prison.
Pendant l'ère soviétique, le cimetière juif perd sa fonction d'origine et est rasé. Il est prévu de construire un terrain de sport sur le site. Depuis 1991, Sambir (Самбір) fait partie de l'Ukraine souveraine. En 2000, une tentative de préservation du site de nombreuses fusillades de Juifs, pour un parc commémoratif de l'Holocauste, est effectivement arrêtée.

## Remarques
1. ↑  Sambor (Sambir) ne doit pas être confondue avec le bien plus petit village Old Sambor (Stary Sambor, maintenant Staryi Sambir) situé à proximité, bien que leur histoire juive soit inextricablement liée.